# Medigap
Medigap (également appelée assurance complémentaire Medicare) fait référence à divers régimes d'assurance maladie privés vendus pour compléter Medicare aux États-Unis. L'assurance Medigap couvre la plupart des copays et certaines coassurances liées à l'hôpital couvert par Medicare, aux établissements de soins infirmiers qualifiés, aux soins de santé à domicile, à l'ambulance, à l'équipement médical durable et aux frais médicaux. Le nom Medigap est dérivé de l'idée qu'il existe pour couvrir la différence entre les dépenses remboursées aux fournisseurs par Medicare Parts A et B pour les services énumérés ci-dessus et le montant total qui peut être facturé pour ces services en États-Unis. Plus de 14 millions d'américains avaient une assurance complémentaire Medicare en 2018, selon un rapport de l'American Association for Medicare Supplement Insurance.

## Admissibilité
L'admissibilité à Medicare peut commencer pour les américains lorsqu'ils atteignent au moins 64 ans et 9 mois ou à la retraite. Les personnes ayant une invalidité, une maladie rénale en phase terminale, la SLA ou une invalidité de la sécurité sociale pendant 24 mois consécutifs peuvent également être admissibles aux prestations anticipées de Medicare. Une personne doit être inscrite aux parties A et B de Medicare avant de pouvoir s'inscrire à un plan Medigap.